# Ada Falcón
Aída Elsa Ada Falcone, más conocida por su seudónimo Ada Falcón (Buenos Aires, 17 de agosto de 1905 - Córdoba, 4 de enero de 2002), fue una cantante argentina de tango, además de actriz. Desarrolló una breve pero exitosa carrera entre 1925 y 1938, durante la cual también participó en tres películas: El festín de los caranchos, Tu cuna fue un conventillo e Ídolos de la radio. Para mediados de la década de 1930, se había convertido en una de las cantantes de tango más relevantes del momento, al igual que Azucena Maizani, Libertad Lamarque y Mercedes Simone.
Mantuvo una relación sentimental con el músico Francisco Canaro, con quien trabajó diez años. Apodada «La emperatriz del tango» y  "la joyita de argentina", Falcón fue la inspiración de Canaro para la composición del vals «Yo no sé qué me han hecho tus ojos». Se retiró sorpresivamente en 1942 y pasó el resto de su vida en un convento de Salsipuedes, en la provincia de Córdoba.

## Biografía

### Infancia y juventud
Ada Falcón nació en 1905 como Aída Elsa Ada Falcone en la estancia «Los Paraísos» situada en el partido de Ituzaingó, como la menor de las hijas de Miguel Nazar Anchorena, un estanciero tucumano con campos en Junín, y Cornelia Boesio. Sus otras hermanas también fueron cantantes aunque de menor trascendencia, Amanda y Adhelma. Antes de que Aída/Ada naciera, su padre viajó a Francia, enfermo de cáncer, y falleció allí.
A la edad de cuatro años, le manifestó a su madre que deseaba cantar y poco después, debutó como la «joyita argentina» en la Sociedad de San Vicente de Paul; su madre se encargó de definir su nombre artístico, acortando su apellido a «Falcón». En 1919, con apenas 14 años, participó de una película muda titulada El festín de los caranchos, poco después de haber interpretado algunas tonadillas en el Teatro Apolo. Sus trabajos artísticos le impidieron asistir normalmente a la escuela, por lo que debió instruirse en su casa.

### Consagración artística

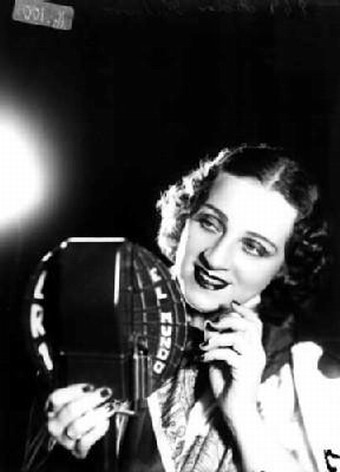
Falcón en la radio El Mundo, c. 1931.

Su carrera se alternó entre varietés y cuadros de revistas, hasta que el 15 de julio de 1925 comenzó su trabajo con la sala de grabación de RCA Victor, acompañada por la orquesta de Osvaldo Fresedo. Falcón fue la tercera mujer argentina en grabar un disco, después de Rosita Quiroga y Azucena Maizani, quienes lo hicieron en 1923. A Falcón, la sucedió Tita Merello, Libertad Lamarque y Mercedes Simone en 1927, y Tania en 1930.
Retornó en 1929, para el sello Odeón, luego de la aprobación del pianista Enrique Delfino, quien la acompañó junto al guitarrista Manuel Parada en 14 temas. A diferencia de las clásicas voces agudas de la época, Falcón se impuso con un registro de mezzosoprano. El 24 de julio de 1929, comenzó su relación laboral con Francisco Canaro, con quien trabajó en alrededor de 180 oportunidades, comenzando con la grabación del tango «La morocha». Para la década de 1930, llegaría a grabar con su orquesta quince discos por mes, al mismo tiempo que debutó en Radio Cultura, Stentor, Splendid, Argentina, Prieto, Belgrano y El Mundo.
Más tarde, en 1934, participó en la película sonora Ídolos de la radio, dirigida por Eduardo Morera, actuando como coprotagonista junto a Ignacio Corsini, Olinda Bozán, Dorita Davis y Tita Merello. Su estilo identificatorio quedó plasmado en temas tales como «Tres esperanzas», «Envidia», «Destellos», «Corazón de oro», «La pulpera de Santa Lucía», «Caminito» y «Cambalache», pero, sobre todo, en «Yo no sé qué me han hecho tus ojos», en el que Canaro, quien se sentía atraído profundamente por Falcón, se inspiró en los ojos llamativos de ella para componerlo. En 1995, recordó al diario Clarín: «¡Qué ojos! Usted no se imagina lo que era yo. Bastaba con mirarme los hoyitos de las mejillas, los dientes, las piernas. Decía Discépolo de mí: "Es tan divina, que hace mal mirarla"». Canaro estaba casado y no dispuesto a dejar a su esposa. Según se cuenta, ésta llegó a aceptar el divorcio, pero con la condición de que Canaro repartiera con ella su fortuna en partes iguales. Otras versiones dicen que Ada sufrió el engaño de su hermana Adhelma con Canaro y nunca más volvió a hablarle a ambos.
En 1935, Falcón, en su mayor período de esplendor, decidió que no realizaría más presentaciones en público, y Radio El Mundo le puso a su disposición la sala «F», de menores dimensiones, a la cual denominaban «la sala Falcón». El 28 de septiembre de 1938, decidió finalizar su carrera laboral con Francisco Canaro y sus actuaciones fueron más esporádicas. Hacia 1940, terminó cantando detrás de un cortinado escondida de sus propios músicos. En 1942, grabó su último disco con dos temas, el tango «Corazón encadenado» y el vals «Viviré con tu recuerdo» (ambos de Francisco Canaro e Ivo Pelay).

### Retiro y vida posterior
Falcón tuvo un apasionado romance con Francisco Canaro que duró más de 10 años, siendo amantes ya que él ya estaba casado con una francesa.
Sorpresivamente, se retiró completamente del medio artístico, vendió su casona de tres pisos de Palermo Chico, sus dos automóviles y repartió la mayoría de sus bienes entre sus allegados. Luego, decidió mudarse con su madre a una casa de segunda mano ubicada en Salsipuedes, en las sierras de Córdoba. Inicialmente, su activa vida religiosa, sobre todo en la iglesia de Pompeya, llevó a crear el rumor de que había tomado los hábitos y se había convertido en monja. Ante las numerosas visitas a la iglesia, la prensa gráfica la calificó como «puta a los 20, monja a los 40». En marzo de 1982, año en que ofreció algunas entrevistas excepcionales, comentó en un reportaje: «En plena juventud tuve riquezas y belleza, tuve una visión maravillosa del Señor y no vacilé un instante en dejarlo todo y recluirme en las sierras con mamita, en un convento franciscano, y vivir con humildad. Desde que nací, dormí junto a mi madre, y su muerte me destrozó». Su madre murió con más de noventa años en 1981 y luego del hecho, se alojó en su carácter de tercera franciscana en una casa de retiro.
En 1989, regresó a Buenos Aires y acusó a Odeón de no querer reeditar sus discos (cuando lo cierto era que ella no lo permitía), acusando también a su hermana Adhelma de cantar por los pueblos haciéndose pasar por ella y firmando autógrafos con su nombre. Adhelma, dos años mayor que Ada, debutó en Radio Belgrano y grabó un disco para Brunswick, a la vez que trabajó para emisoras como El Mundo, Fénix, Stentor o Excelsior. Falcón no tuvo más contacto con su hermana Adhelma a partir de su retiro en 1942. Ada Falcón fue difusa y ambigua sobre la relación con su hermana, limitándose a explicar: «Durante treinta años cobró otra persona todos mis derechos; fue una venganza de una persona muy poderosa que ya murió, que me dijo que me iba a hacer morir de hambre».
Durante sus últimas décadas, Falcón ingresó en el hogar de ancianos de las hermanas de San Camilo, ubicado en la localidad de Molinari, a unos 5 kilómetros de Cosquín. En 2002, fue entrevistada para el documental sobre su vida Yo no sé qué me han hecho tus ojos, de Sergio Wolf y Lorena Muñoz. En la última escena del filme, Wolf le preguntó si tuvo un gran amor, a lo que Falcón responde: «No recuerdo». Más adelante, Wolf comentó al respecto: «Creemos que tenía demencia senil o algo parecido. Las monjas nos habían dicho que ella no sabía leer y cuando yo le mostraba revistas las leía perfecto. Vos podés pensar lo que quieras de lo que ella dice. Yo creo que hay una zona indiscernible entre lo que puede ser la selección de la memoria en alguien de esa edad y su enfermedad».

### Fallecimiento
Falcón falleció de causas naturales luego de un largo período con arteriosclerosis, el 4 de enero de 2002 a los 96 años en el hogar de ancianos de la congregación de San Camilo, en la localidad de Molinari, a 5 kilómetros de Cosquín. Sus restos fueron trasladados a Buenos Aires, donde fueron inhumados en el panteón de SADAIC en el cementerio de la Chacarita, a metros de Canaro.

## Homenajes
En 2003, se estrenó un documental sobre su vida Yo no sé que me han hecho tus ojos (2003), dirigido por Sergio Wolf y Lorena Muñoz, y con la participación de José Martínez Suárez. El diario Clarín publicó: «Como los clásicos del género a los que homenajea, la película está narrada por una voz que, en tono sombrío, melancólico, describe su andar, explica las razones de su búsqueda y reflexiona sobre lo que va viendo y descubriendo. Al final, cuando un fantasma del presente observe a un fantasma del pasado y se refiera a ella en tercera persona ("Pobre Ada", dirá la viejecita, viendo un video por televisión, en una de las escenas más emocionantes que dio el cine en mucho tiempo), el fascinante misterio de Ada Falcón habrá dado una vuelta completa. Y el tiempo quedará, definitivamente, congelado en un eterno presente.» El documental obtuvo un premio Cóndor de Plata, un premio Clarín, dos reconocimientos del Festival de Cine de La Habana y otro de BAFICI como Mejor Documental en 2004.
En 2010, su romance con Francisco Canaro fue representado en un unitario del ciclo televisivo Lo que el tiempo nos dejó, por Telefé, titulado Te quiero. Falcón fue interpretada por Julieta Díaz en su época de esplendor y por Hilda Bernard en sus últimos años, mientras que el papel de Francisco Canaro estuvo a cargo de Leonardo Sbaraglia.
La casa que habitara en Salsipuedes, ha sido reciclada y convertida en museo privado en 2013, conocido como Casona & Museo La Joyita, en el cual se conservan mobiliario, obras de arte y recuerdos de la cantante.
En el 2016 se estrena un segundo documental Viviré con tu recuerdo, nuevamente dirigido por Sergio Wolf, el director le diría a Télam "Ada Falcón vuelve a mí sin necesidad de que la convoque" El documental obtuvo el premio en el BAFICI 2016 de la Selección oficial largometrajes a concurso

## Filmografía
- Viviré con tu recuerdo (2016)
- Yo no sé qué me han hecho tus ojos (2003)
- Ídolos de la radio (1934)
- Tu cuna fue un conventillo (1925)
- El festín de los caranchos (1919)